# استفن کریچتون
استفن کریچتون (انگلیسی: Stephen Crichton؛ زادهٔ ۲۲ سپتامبر ۲۰۰۰) بازیکن راگبی اهل ساموآ است.